# Superhuman Law
«Superhuman Law» (с англ. — «Сверхчеловеческое право») — второй эпизод американского сериала «Женщина-Халк: Адвокат» (2022), основанного на одноимённом персонаже комиксов Marvel. В этом эпизоде адвокат Дженнифер Уолтерс / Женщина-Халк становится руководителем юридического отдела по правам сверхлюдей компании Goodman, Lieber, Kurtzberg & Holliway (GLK&H), а её первое дело — добиться освобождения Эмиля Блонски из тюрьмы. Действие эпизода происходит в медиафраншизе «Кинематографическая вселенная Marvel» (КВМ), разделяя преемственность с фильмами франшизы. Главным сценаристом выступила Джессика Гао, а режиссёром — Кэт Койро.
Татьяна Маслани исполняет роль Дженнифер Уолтерс / Женщины-Халка; в эпизоде также сыграли Джош Сегарра, Джинджер Гонзага, Марк Линн-Бэйкер, Тесс Малис Кинкейд, Марк Руффало и Тим Рот (Блонски). Гао была нанята для написания эпизода и в качестве главного сценариста сериала к ноябрю 2019 года. Койро присоединилась к сентябрю 2020 года, чтобы стать режиссёром большинства эпизодов сериала.
Эпизод «Сверхчеловеческое право» был выпущен на Disney+ 25 августа 2022 года.

## Сюжет
Новостные репортажи объявляют миру новую супергероиню — Дженнифер Уолтерс, которая, после победы над Титанией и спасении людей, получила от публики прозвище «Женщина-Халк». После случившегося в зале суда Дженнифер увольняют с работы за проигрыш дела, на которое их конкурирующая фирма Goodman, Lieber, Kurtzberg & Holliway (GLK&H) подала апелляцию. Уолтерс пытается устроиться на новую работу, однако ей везде отказывают.
В баре Холден Холлиуэй подходит к Уолтерс и предлагает ей работать в GLK&H в качестве главы их нового отдела. Дженнифер соглашается, при условии, что её помощницей будет лучшая подруга Никки Рамос.
Холлиуэй говорит Уолтерс, что GLK&H основала отдел сверхчеловеческого права, а его главой назначили Женщину-Халка, поэтому Дженнифер должна быть в облике Женщины-Халка полный рабочий день. Холлиуэй показывает Женщине-Халку её кабинет, где она и её подруга Никки знакомятся с Пагом Пульезе, который также является сотрудником отдела по правам сверхлюдей. Холлиуэй объявляет Уолтерс её первое дело — представлять Эмиля Блонски для его условно-досрочного освобождения. По началу Уолтерс отказывается представлять Блонски, так как он пытался убить её двоюродного брата Брюса Бэннера, однако Холлиуэй грозит увольнением и предлагает Уолтерс встретиться с Эмилем.
Дженнифер приезжает в тюрьму супермаксимальной безопасности, в которой Блонски отбывает наказание. Уолтерс рассказывают все меры предосторожности, предупреждая, что Блонски — крайне опасен. В ходе беседы с Дженнифер Эмиль говорит, что решил больше не превращаться в Мерзость, и заявляет, что убить Брюса Бэннера ему приказало правительство, а в своих дальнейших действиях, включая убийства и буйство в Гарлеме, он обвиняет действие сыворотки суперсолдата.
После посещения Блонски, Дженнифер звонит Брюсу, чтобы узнать его мнение. Бэннер поддерживает её решение представлять Блонски и говорит, что получил от Эмиля приятное письмо и искреннее хайку. В момент разговора Бэннер направляется в космос на сакаарском космолёте. После разговора с Бэннером Уолтерс звонит Холлиуэю, чтобы сказать о своём решении. Дженнифер включает новостной репортаж, в котором говорится о видеозаписи, на которой Блонски в облике Мерзости участвует в подпольном бою в Макао.
В сцене после титров Уолтерс в облике Женщины-Халка помогает родителям с тяжёлыми вещами.

## Производство

### Разработка
В августе 2019 года студия Marvel Studios объявила, что «Женщина-Халк: Адвокат» разрабатывается для стримингового сервиса Disney+. В ноябре того же года Джессика Гао была принята на должность главного сценариста. В сентябре 2020 года Кэт Койро была нанята режиссёром первого и пяти других эпизодов, а также исполнительным продюсером сериала. В число исполнительных продюсеров, помимо Койро и Гао, входят Кевин Файги, Луис Д’Эспозито, Виктория Алонсо и Брэд Уиндербаум. Второй эпизод, «Superhuman Law» (с англ. — «Сверхчеловеческое право»), был написан Джессикой Гао и вышел на Disney+ 25 августа 2022 года. Подзаголовок сериала был добавлен в процессе монтажа, когда Файги услышал фразу Халка из эпизода: «She-Hulk attorney at law, it’s got a nice ring to it» (с англ. — «Женщина-Халк, адвокат, хорошо звучит»), и понял, что это будет хорошим названием для сериала. Титульная карточка эпизода была изменена на «She-Hulk: Attorney for Hire» (с англ. — «Женщина-Халк: Адвокат по найму»).

### Сценарий
Брюс Бэннер отправляется в космос на сакаарском космолёте, который был показан в предыдущем эпизоде и послужил причиной автомобильной аварии, из-за которой Дженнифер Уолтерс превратилась в Женщину-Халка. По словам Гао, это решение было принято отчасти для того, чтобы завершить участие Бэннера в сериале, чтобы зрители не ждали его в последующих эпизодах, поскольку Бэннеру, вероятно, нужно будет «разобраться с некоторыми внеземными делами» за время, проведённое им на Сакааре, показанное в фильме «Тор: Рагнарёк» (2017). Джессика добавила, что это «открывает возможность» для Marvel Studios «сделать что-то с этим, продолжить эту историю». Кэт Койро отметила, что пребывание Брюса на Сакааре связано с будущими проектами КВМ; эта сюжетная линия была продолжена в финальном эпизоде сезона с появлением сына Халка — Скаара.
Сайт, который просматривает Уолтерс в поисках потенциальных вариантов новой карьеры, включает новостные статьи, в которых упоминается человек с металлическими когтями, дерущийся в баре, что, по мнению зрителей, указывает на существование в КВМ Росомахи, персонажа команды «Люди Икс»; также упоминается Целестиал, застрявший в океане, как показано в фильме «Вечные» (2021).

### Кастинг

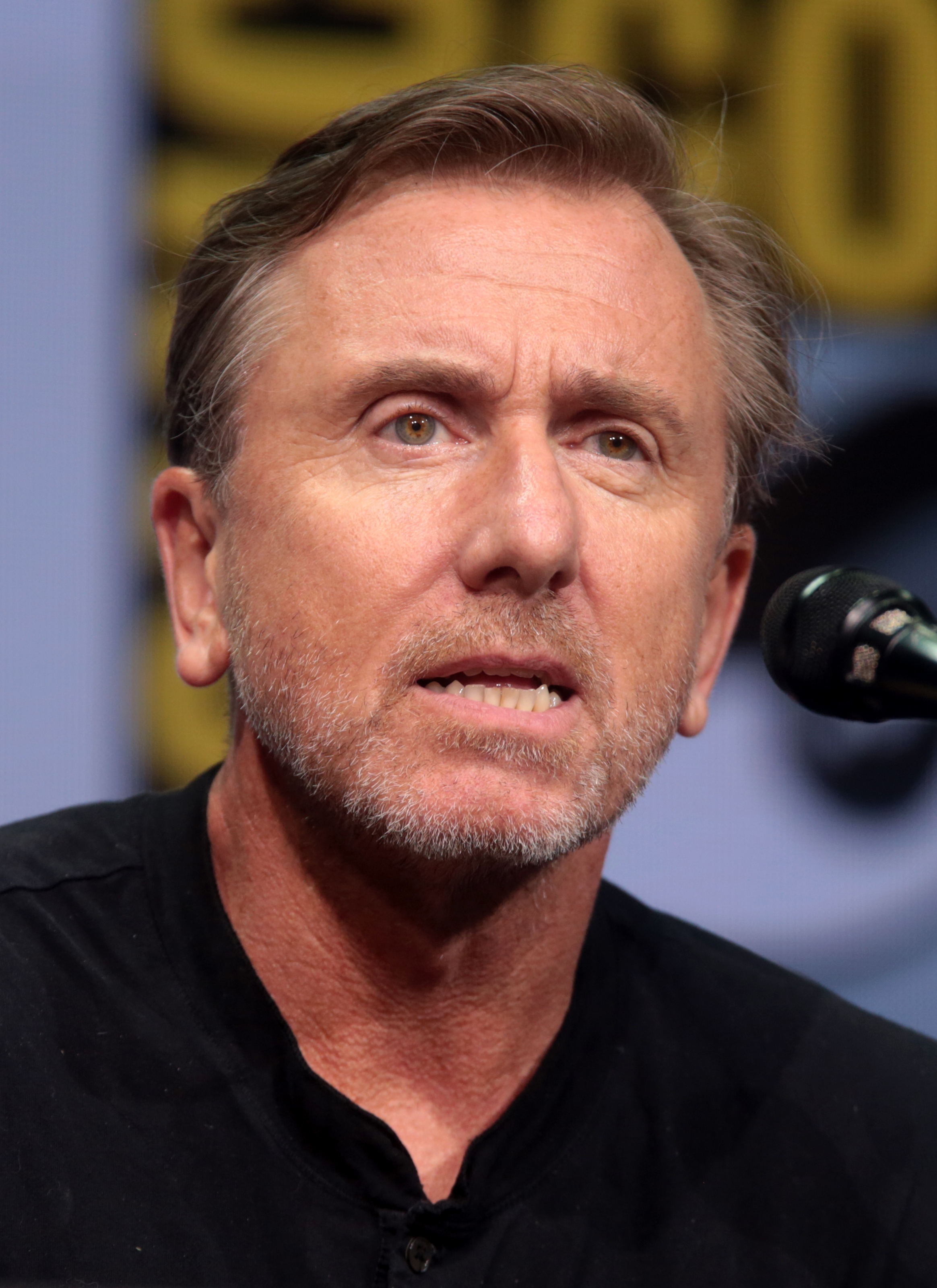
Тим Рот вновь исполняет роль Эмиля Блонски впервые со времён фильма «Невероятный Халк» (2008).

В эпизоде снялись Татьяна Маслани в роли Дженнифер Уолтерс / Женщины-Халка, Джош Сегарра в роли Августа «Пага» Пульезе, Джинджер Гонзага в роли Никки Рамос, Марк Линн-Бэйкер в роли Морриса Уолтерса, Тесс Малис Кинкейд в роли Элейн Уолтерс, Марк Руффало в роли Брюса Бэннера / Умного Халка и Тим Рот в роли Эмиля Блонски. Также снялись Стив Култер в роли Холдена Холлиуэя, Кэндис Роуз в роли тёти Мелани, Майкл Эйч Коул в роли дяди Такера, Николас Чирилло в роли Чеда и Дрю Мэтьюз в роли Денниса Буковски. Ведущие новостей Йована Лара, Джон Грегори и Рэйчел Браун выступают в роли самих себя:25:51.

### Съёмки и визуальные эффекты
Съёмки проходили на студии Trilith Studios в Атланте (Джорджия), режиссёром эпизода выступила Кэт Койро, а оператором — Флориан Баллхаус:1. Разговор Дженнифер Уолтерс и Никки Рамос в баре был первой сценой, снятой в сериале. Марк Руффало сымпровизировал слово «буквально» в реплике, намекающей на замену актёра на роль Бэннера после фильма «Невероятный Халк» (2008), а Джессика Гао считает, что если бы это было включено в сценарий, студия Marvel Studios, возможно, «отметила бы это» для удаления. Руффало назвал эту реплику «действительно смешной» и «настоящей реальностью, вокруг которой мы все часто танцуем», а Татьяна Маслани добавила, что это «настолько мета, насколько это вообще возможно». Юридическая комедия «Элли Макбил» транслируется по телевизору в баре в качестве пасхального яйца и была включена во время постпроизводства. Кэт Койро получила доступ к фильму «Шан-Чи и легенда десяти колец» (2021), чтобы подобрать кадры, наиболее подходящие для сериала.
Визуальные эффекты для эпизода были созданы компаниями Trixter, Wylie Co, Cantina Creative, SDFX Studios, Capital T, FuseFX и Lightstage:27:04–27:17.

### Музыка
В эпизоде звучат следующие песни: «Stop This Flame» певицы Селесты, «Scratch» музыканта Аарона Чайлдса, «Before I Go» поп-исполнительницы Сары Мэй и «Feeling Better» композиторов Луизы Дауд и Джереми Эббота.

## Маркетинг
В эпизод включён QR-код, позволяющий зрителям получить доступ к бесплатной цифровой копии комикса She-Hulk (2004) #1. После премьеры эпизода Marvel объявила о выпуске товаров, вдохновлённых эпизодом, в рамках еженедельной акции «Marvel Must Haves» для каждого эпизода сериала, включая футболки с изображением Мерзости, отдела сверхчеловеческого права и надписью She-Hulk, а также Funko POP!-фигурку Мерзости. Кроме того, в официальном Твиттер-аккаунте сериала были опубликованы некоторые хайку Эмиля Блонски.

## Реакция

### Зрители
Согласно данным фирмы Nielsen Media Research, которая измеряет количество минут, просмотренных американской аудиторией, сериал «Женщина-Халк: Адвокат» стал девятым самым просматриваемым оригинальным сериалом на потоковых сервисах за неделю с 22 по 28 августа 2022 года с 390 млн просмотренных минут. По данным компании Parrot Analytics, которая изучает вовлечённость зрителей в потребительские исследования, потоковое вещание, скачивания и социальные сети, «Женщина-Халк: Адвокат» является вторым по востребованности потоковым сериалом США за неделю, закончившуюся 26 августа 2022 года. Согласно агрегатору потокового вещания Reelgood, который изучает количество просмотров на потоковых сервисах в США и Великобритании, «Женщина-Халк: Адвокат» — второй самый просматриваемый сериал за неделю, закончившуюся 27 августа 2022 года.

### Критики
На сайте-агрегаторе рецензий Rotten Tomatoes серия имеет рейтинг 89 % со средней оценкой 7,2 из 10 на основе 111 отзывов. Амелия Эмбервинг из IGN поставила эпизоду 8 баллов из 10 и отметила, что он хорошо представляет старых персонажей КВМ. Дженна Шерер из The A.V. Club поставила серии оценку «B-»; ей было смешно от того, что Джен считает супергеройство занятием для «миллиардеров, нарциссов и взрослых сирот». Кирстен Говард из Den of Geek вручила эпизоду 3 звезды из 5 и подчеркнула, что «семейный ужин Джен добавляет отличный контекст к её воспитанию и характеру». Фэй Уотсон из GamesRadar дала серии 4 звезды из 5 и похвалила сюжет с Мерзостью. Арезу Амин из Collider присвоила эпизоду рейтинг «B+» и посчитала, что, несмотря на «насыщенный сюжет», он «немного не дотянул». Бен Шерлок из Game Rant поставил серии 4 звезды из 5 и подчеркнул, что «Татьяна Маслани продолжает вести сериал с весёлой игрой в роли супергероя, который не хочет быть таковым».

## Комментарии
1. 1 2  Как показано в фильме «Невероятный Халк» (2008).
2. ↑  Как показано в фильме «Шан-Чи и легенда десяти колец» (2021).